# Самир Ханданович
Самир Ханданович (на словенски Samir Handanovič) е словенски футболист от босненски произход, роден на 14 юли 1984 г. в Любляна. Играе на поста вратар. Братовчед му Ясмин Ханданович също е вратар и е негова резерва в националния отбор на Словения.

## Клубна кариера
Ханданович подписва първи професионален договор с отбора на Домжале през 2003 г. Година по-късно заминава за Италия, където става част от състава на Удинезе. В периода 2005 - 2007 г. играе под наем в Тревизо, Лацио и Римини. След това заема титулярното вратарско място в Удинезе. На 11 май 2011 г. Ханданович спасява дузпа на Мауро Сарате в мач срещу Лацио и така постига нов рекорд в „Серия А“ - 6 спасени дузпи в рамките на един сезон. На 4 юли 2012 г. преминава в италианския гранд Интер, които заплащат 11 млн. евро на Удинезе за услугите на играча. През април 2013 г. Барселона предлага 30 млн. евро за правата на словенския страж, но Интер отхвърлят предложението.

## Национален отбор
Ханданович дебютира за Словения на 17 ноември 2004 г. срещу националния отбор на Словакия. Участник е на Световното първенство по футбол през 2010 г., където записва три мача.

## Успехи

### Отборни
Интер
- Серия А (1) : 2020/21
- Копа Италия (2) : 2021/22, 2022/23
- Суперкопа Италиана (2) : 2021, 2022

### Индивидуални
- Футболист на годината в Словения (3) : 2009, 2011, 2012
- Най-добър вратар в Серия А (3) : 2011, 2013, 2019
- Идеален отбор в Серия А (3) : 2010/11, 2012/13, 2018/19
- Идеален отбор в Лига Европа (1) : 2019/20